# Le Choix des armes
Pour plus de détails, voir Fiche technique et Distribution.
Le Choix des armes est un film français, réalisé par Alain Corneau, sorti sur les écrans en 1981.
Un ancien truand et sa compagne voient leur vie bien rangée bouleversée par l'évasion d'un ancien complice, ce qui les oblige à renouer avec de vieilles connaissances.

## Synopsis
Serge et Mickey s'évadent de prison avec la complicité de Ricky, l'un des amis de Mickey. Dans leur fuite, Mickey abat deux policiers. Leur cavale continue de tourner mal car Ricky, en manque d'héroïne, les a vendus à un ancien ennemi de Serge, Sylvain Constantini, qui tente de les abattre avec un autre complice. Serge est blessé, et Sylvain tué. Les fuyards se réfugient chez Noël Durieux, un ancien truand qui vit maintenant retiré dans un haras près de Paris, en compagnie de sa femme Nicole. Ceux-ci doivent partir le lendemain pour l'Irlande, afin d'y acheter une propriété. Il accepte de les cacher, et de faire soigner Serge avant qu'ils ne repartent pour l'étranger.
Les deux policiers chargés de l'enquête, le commissaire Bonnardot et son adjoint Sarlat, rendent visite à Raymond Constantini pour le mettre au courant de la mort de son frère. Bonnardot connaît bien ces hommes pour avoir enquêté sur eux il y a vingt ans. De son côté, Mickey, qui trouve que la cachette de Noël ressemble trop à une prison, part à Paris dans la voiture de Sylvain pour tenter de voir sa fille Karine, qu'il n'a pratiquement pas connue et qui vit chez son grand-père maternel en banlieue. Puis il téléphone à Noël, qui lui apprend la mort de Serge. Mickey insiste pour que Noël et Nicole l'aident, sous peine de les dénoncer.
À peine Serge enterré, Noël reçoit la visite de Bonnardot et Sarlat. Mickey revient juste au moment où les policiers s'apprêtent à repartir ; ceux-ci tentent de le maîtriser, mais Mickey est plus rapide, et s'empare de l'arme de Sarlat. Il repart pour Paris, certain de la trahison de Noël. Puis il se réfugie chez Liliane et Fernand, des « amis », qu'il rackette sans vergogne, irrité par l'attitude timorée de Fernand. De son côté, la propriété de Noël est perquisitionnée. Avant de rejoindre Nicole à Orly, Noël va voir Raymond Constantini et le questionne pour savoir où peut se trouver Mickey. Raymond dit l'ignorer.

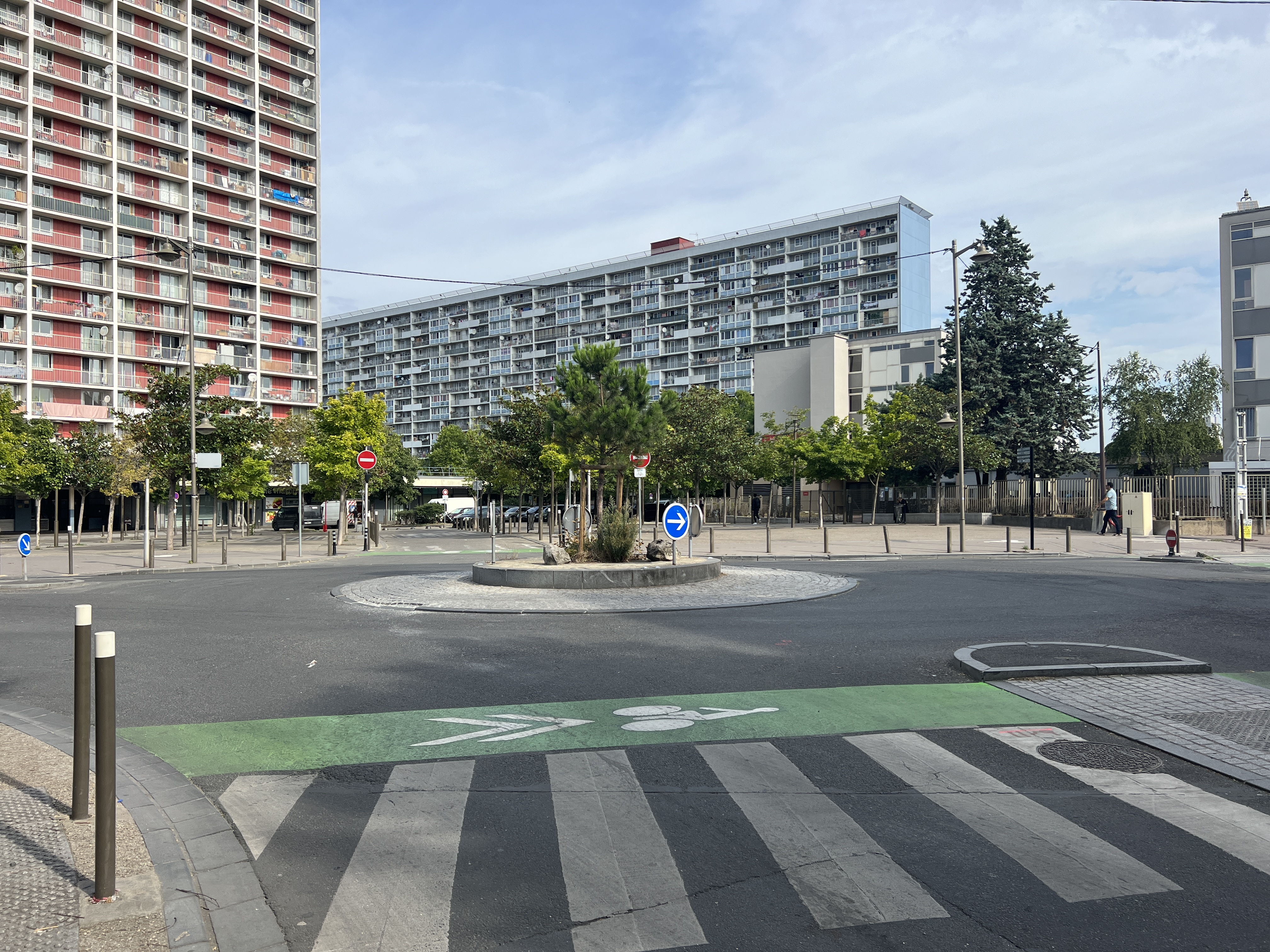
Barres d'immeubles de la Cité des 4000 à La Courneuve, l'un des principaux décors du film.

 Tandis que Nicole et Noël sont en Irlande, prêts à acheter la propriété qu'ils ont en vue, Mickey s'introduit dans la chambre de sa fille et donne de l'argent à son tuteur. Puis il tombe sur Dany, un vieil ami, qui est devenu père de famille, et lui donne le gite et le couvert pour un temps. Mickey, pour le récompenser, pense à faire chanter Noël. Il fait irruption dans sa propriété, alors que Noël et Nicole reçoivent leurs amis. Mickey les menace, et tire dans le mobilier, puis il repart avec Dany. Noël a pris une arme et les poursuit, mais il a un accident. La police l'arrête pour port d'arme sans permis. Bonnardot tient à l'inculper, mais Noël le menace de reparler de certaines vieilles histoires, qui pourraient briser sa fin de carrière. Bonnardot accepte de le relâcher en espérant bien lui remettre la main dessus ; Sarlat ne l'entend pas de cette oreille.
Par sécurité, Noël a envoyé Nicole dans un hôtel à Paris, malgré les réticences de celle-ci à l'idée de le quitter pour la première fois. Puis il contacte des anciens du milieu, Jean et André, afin de l'aider : à eux trois, ils mettent à sac la villa de Raymond Constantini en son absence, faisant croire que c'est Mickey qui s'en est occupé. De son côté, Mickey braque une station-service, accompagné par un Dany bien impuissant à empêcher son ami de faire des bêtises. Lorsque Constantini revient chez lui et découvre les dégâts, il part pour retrouver Mickey ; Noël et ses amis le filent discrètement, et réussissent à mettre la main sur Ricky, le complice de l'évasion de Mickey. Noël le garde un temps dans une maison discrète et lui procure de la drogue alors qu'il est en manque. Ricky le renseigne peu à peu sur le passé de Mickey, et le conduit auprès de ses anciens amis. Sarlat fait de même de son côté. Noël et Ricky croisent le chemin de Mickey, mais seul ce dernier s'en aperçoit ; plus tard, c'est l'inverse qui se passe, juste devant l'immeuble de Dany. Alors que les amis de Noël se préparent à débarquer chez Dany pour tuer Mickey, celui-ci leur annonce qu'il annule tout. Il ne veut pas renouer avec son passé criminel et refuse l'arme que l'un de ses amis lui tend.
Alors qu'elle n'a aucune nouvelle, et parce qu'on lui a annoncé que sa jument est malade, Nicole parvient à échapper à la surveillance de la police et retourne dans sa propriété. Mickey l'y attend, refusant que Karine puisse être menacée par Noël. Sarlat apprend ensuite la fuite de Nicole, et repart lui aussi en direction du haras ; Noël appelle Mickey à la propriété et parlemente avec lui. Alors que Mickey se calme et décide d'attendre Noël, Nicole et lui vont voir la jument malade. Sarlat intervient : à la suite d'un échange de balles, Nicole est tuée par Sarlat, tandis que Mickey est obligé de fuir.
Noël revient à sa précédente planque pour prendre l'arme qu'il avait refusée au départ ; puis il se poste au pied de l'immeuble de Dany pour abattre Mickey. Celui-ci a enlevé sa fille, et l'a conduite à la mer. Lorsqu'il revient à Paris, en la tenant dans ses bras, Noël ne peut tirer. Plus tard, en compagnie de Dany, Mickey effectue un braquage dans une petite banque de banlieue. Dany s'enfuit. Mickey, blessé, est recueilli par Noël, qui a suivi la scène. Il l'emmène dans une propriété isolée. Mickey et Noël s'expliquent. À peine Noël a-t-il quitté la maison que la police arrive. Pris de remords, Noël fait demi-tour. Mickey, sur le point d'être arrêté par Sarlat, sort pour prévenir Noël ; Sarlat l'abat. Noël oblige Sarlat à tirer ses autres balles, et le prend en otage, tandis que Bonnardot retient ses autres policiers. Noël abandonne Sarlat sur une route de campagne, ayant renoncé à se venger, non sans lui avoir infligé une sévère humiliation.
À la fin, Noël, accompagné de son ami Jean, reviennent en banlieue recueillir la fille de Mickey. Puis ils partent en voiture en direction du port du Havre.

## Fiche technique

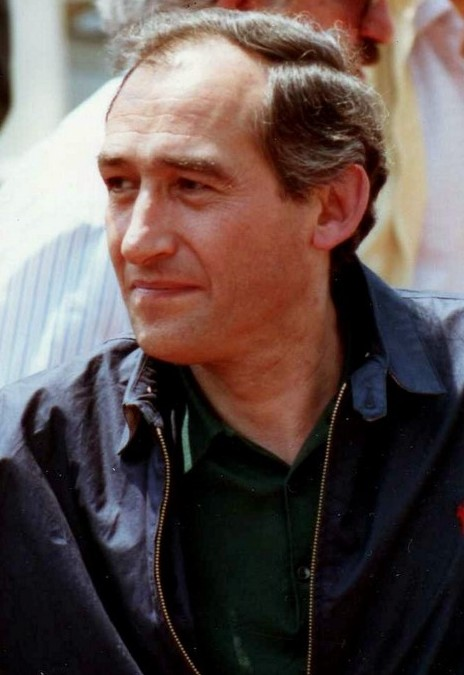
Le réalisateur Alain Corneau à Cannes en 1990.

- Titre original : Le Choix des armes
- Titre anglo - américain : Choice of Arms
- Réalisation : Alain Corneau, assisté par Laurent Ferrier, Pascal Ortega, Gilles Katz et Serge Cukier
- Scénario : Michel Grisolia et Alain Corneau
- Musique : Philippe Sarde
- Photographie : Pierre-William Glenn
- Son : Michel Desrois
- Montage : Thierry Derocles
- Décors : Jean-Pierre Kohut-Svelko
- Costumes : Mimi Gayo, Monique Dury, Christine Fageol et Adrienne Ghenassia
- Producteur : Alain Sarde, Daniel Sarde
- Sociétés de production : Sara Films, Parafrance, Antenne 2 et RMC
- Sociétés de distribution : Parafrance et RMC (cinéma) • Studio Canal (DVD),Summit Feature Distributors (cinéma, sous titré)
- Format : 2.35:1 - 35mm - Tourné en Panavision - Son Dolby
- Pays d'origine :  France
- Langue d'origine : français
- Genre : Policier, drame
- Durée : 135 minutes
- Dates de sortie : 
  - France : 19 août 1981
  - Allemagne de l'Ouest : 30 octobre 1981
  - Pays-Bas : 6 mai 1982
  - États-Unis : 6 mars 1983 (première à New York)
  - Finlande : 30 novembre 1987 (première diffusion TV)
- Classification CNC[2] : tous publics avec avertissement (visa d'exploitation no 53378 délivré le 28 novembre 1989)
- Affiche : René Ferracci (France)

## Distribution
- Yves Montand : Noël Durieux
- Gérard Depardieu : Mickey dit le dingue
- Catherine Deneuve : Nicole Durieux
- Michel Galabru : le commissaire Bonnardot
- Gérard Lanvin : l'inspecteur Sarlat
- Jean-Claude Dauphin : Ricky, un ami d'enfance de Mickey
- Jean Rougerie : Raymond Constantini
- Christian Marquand : Jean, ami de Durieux
- Étienne Chicot : Roland Davout, un trafiquant de drogue
- Richard Anconina : Dany, un ami qui héberge Mickey
- Pierre Forget : Serge Olivier
- Roland Blanche : Fernand
- Marc Chapiteau : inspecteur Savin
- Michel Caron : Grangier, employé des Durieux
- Karine Lenoir : Karine, la fille de Mickey
- Nadia Vasil : Liliane
- René Bériard
- Maria Verdi : la pompiste
- Gérard Loussine : un palefrenier chez Durieux
- Gérard Beaume
- Francis Terzian
- Jean-Claude Bouillaud : André, garagiste
- Antoine Baud : Guillaume
- Maryline Even : Corinne, épouse de Dany
- Élisabeth Ferrier : Babe
- Jacques Vrignaud : le vétérinaire
- Jacques Jourdan : François
- Guy Mairesse : l'entraîneur de boxe
- Laurence Ragon : une invitée

Photos des principaux interprètes.
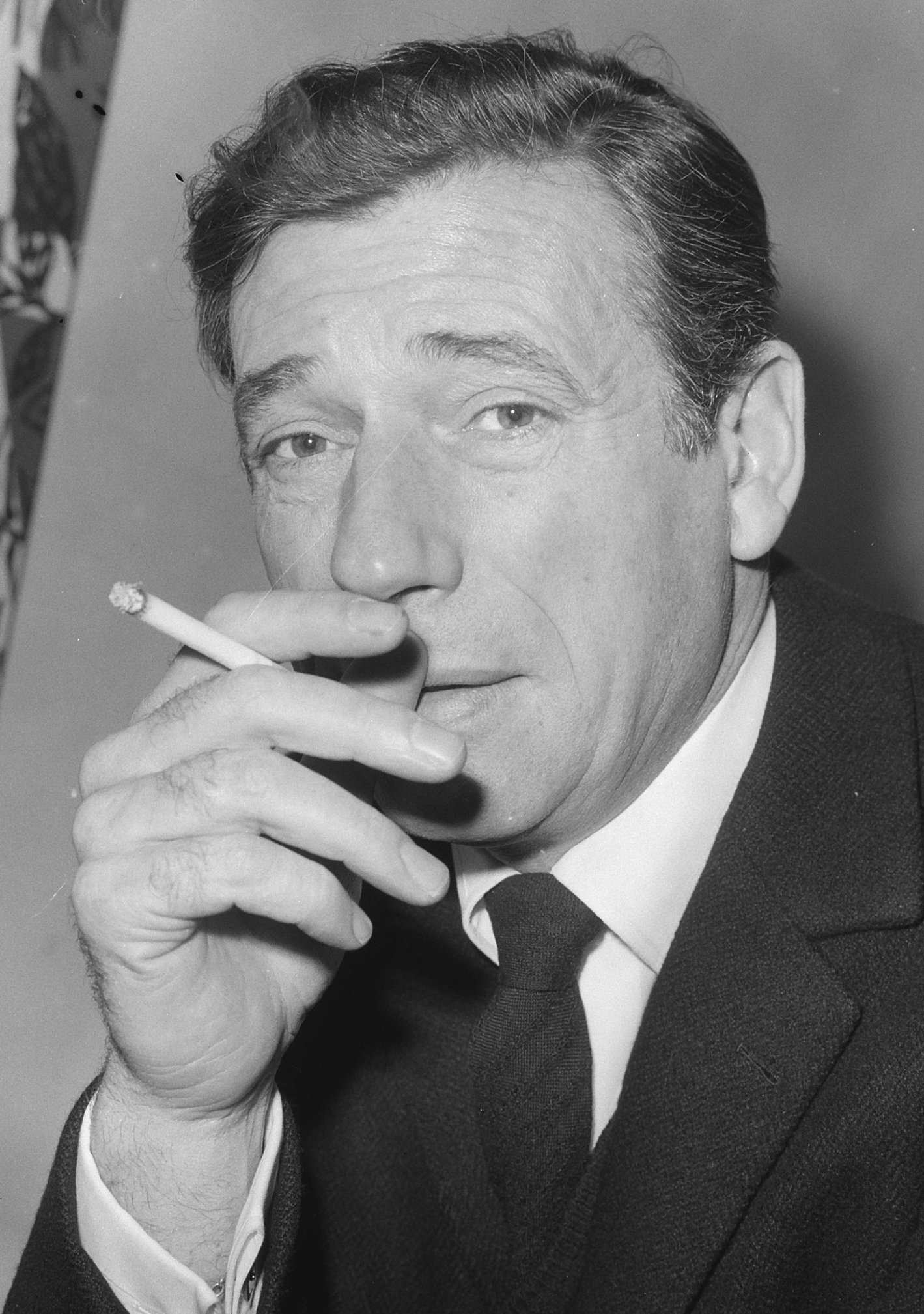
Yves Montand en 1965.
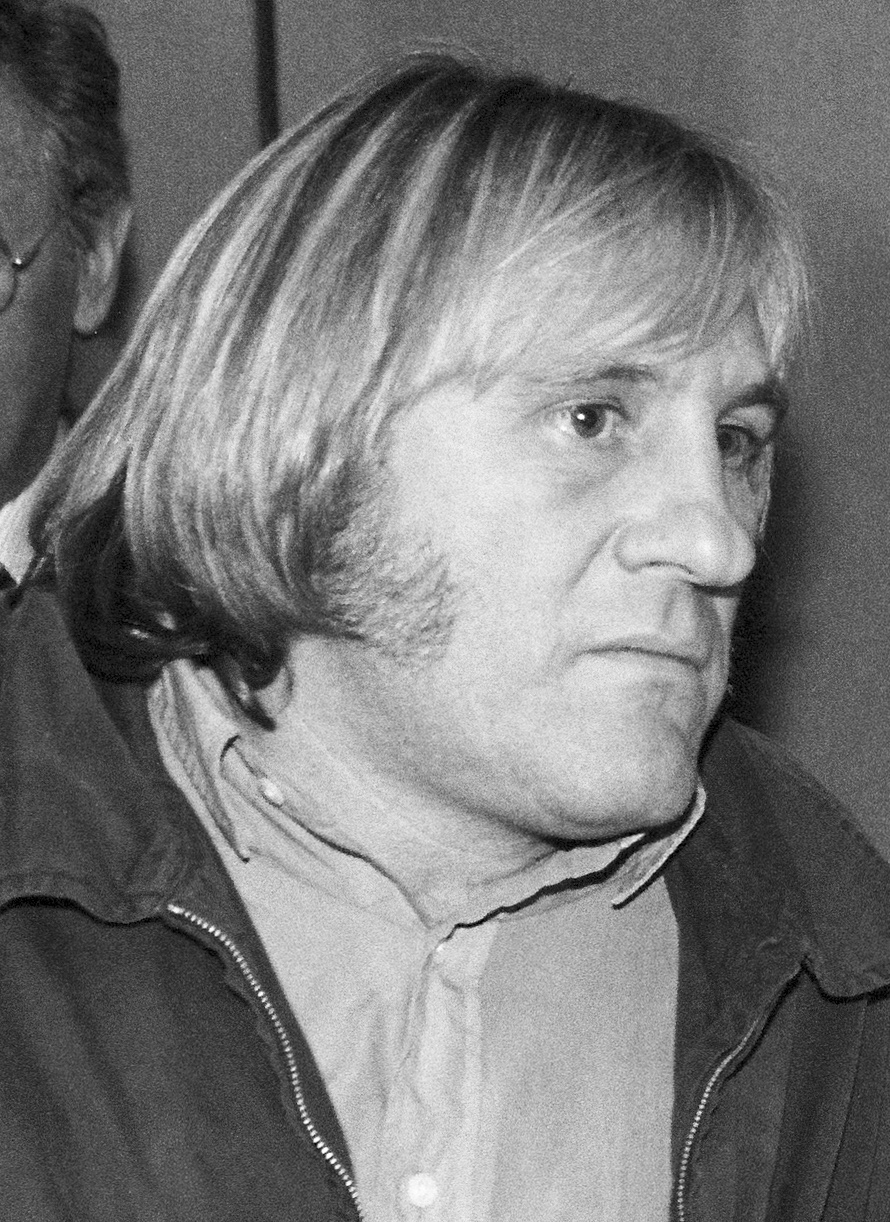
Gérard Depardieu en 1993.
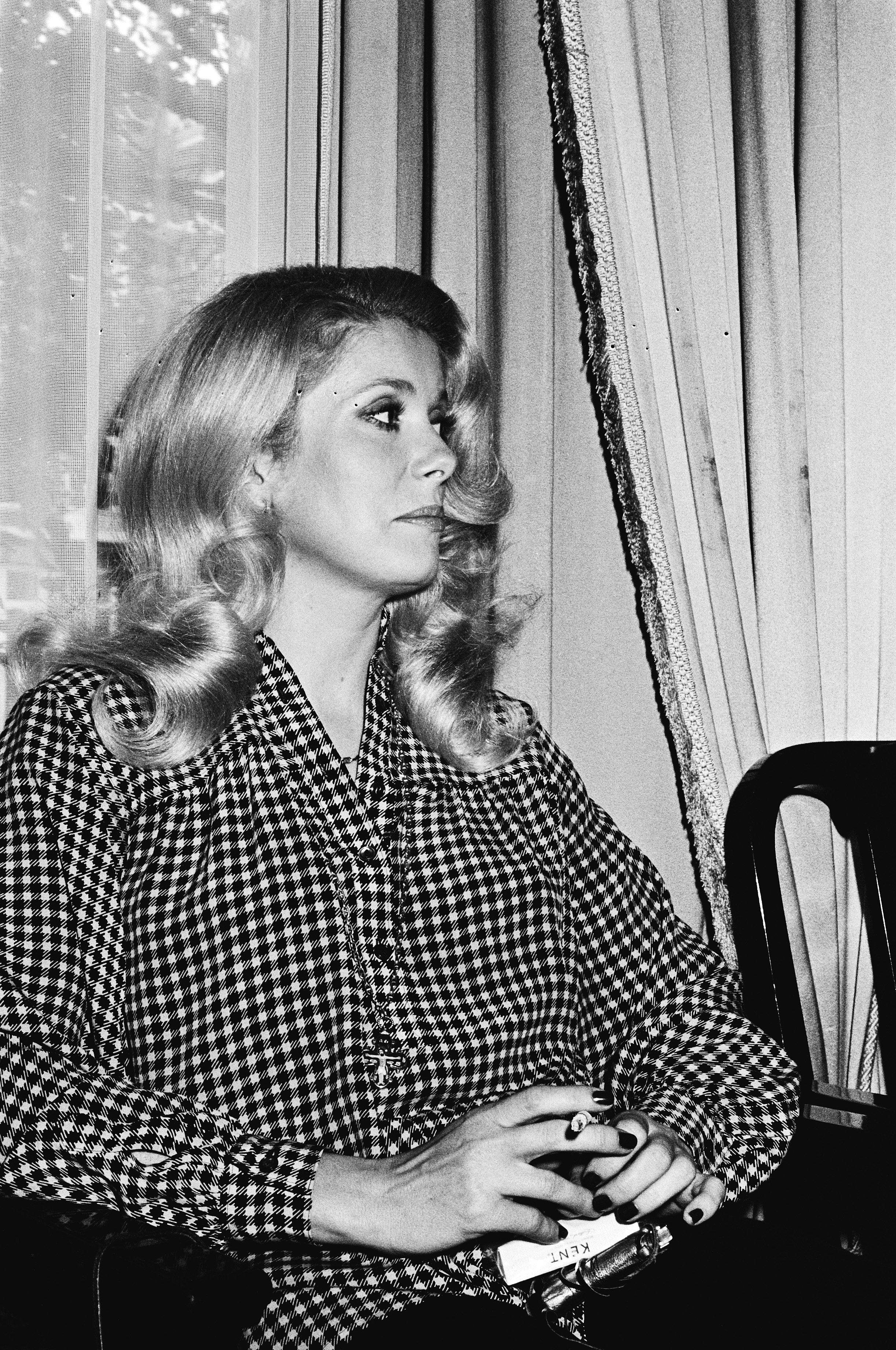
Catherine Deneuve en 1979.
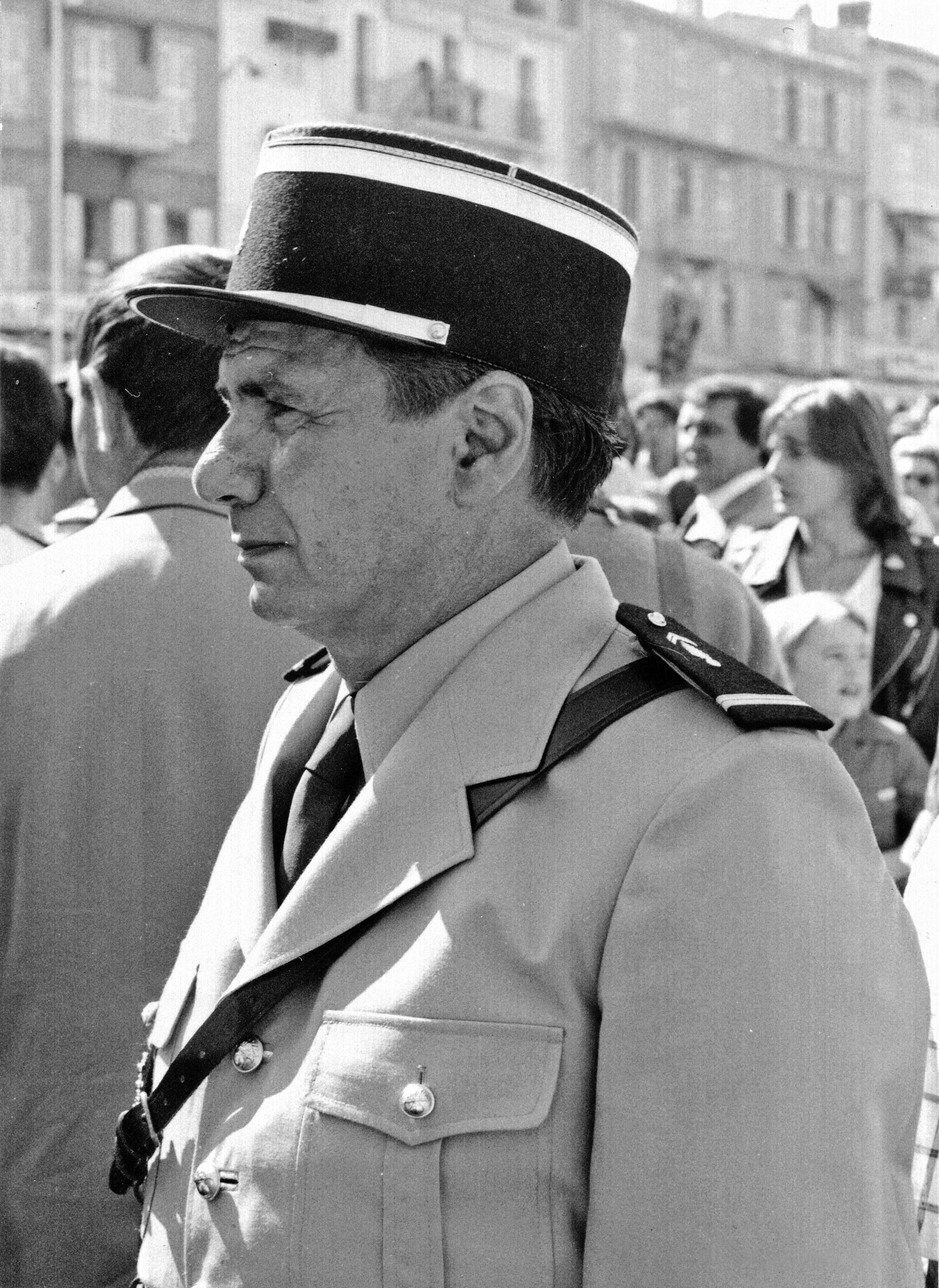
Michel Galabru en 1978.

## Production

### Développement et choix des interprètes

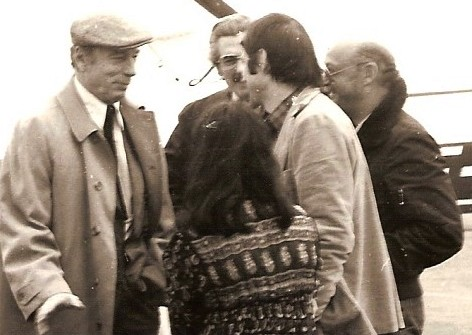
Yves Montand (à gauche) en 1982.

En 1980, après avoir tourné Série noire plus d'un an auparavant, Alain Corneau veut refaire un nouveau film policier, mais cette fois, en s'inspirant beaucoup plus de la tradition française. Dans cette optique, il revisionne des classiques du genre comme Razzia sur la chnouf de Henri Decoin, Voici le temps des assassins de Julien Duvivier, Quai des Orfèvres de Henri-Georges Clouzot ou Le Désordre et la Nuit de Gilles Grangier. Il pense même déjà à l'époque faire un remake du chef-d'œuvre de Jean-Pierre Melville, Le Deuxième Souffle.
Le cinéaste commence à travailler sur le scénario du Choix des armes avec le journaliste et écrivain Michel Grisolia,, en essayant d'établir une jonction entre les films de gangsters des années 1950 et ceux, plus récents, qui font émerger une figure plus marginale de délinquant, celle dépeinte notamment par l'écrivain Jean-Patrick Manchette, et que Corneau lui-même avait commencé à aborder dans un film comme Série noire.

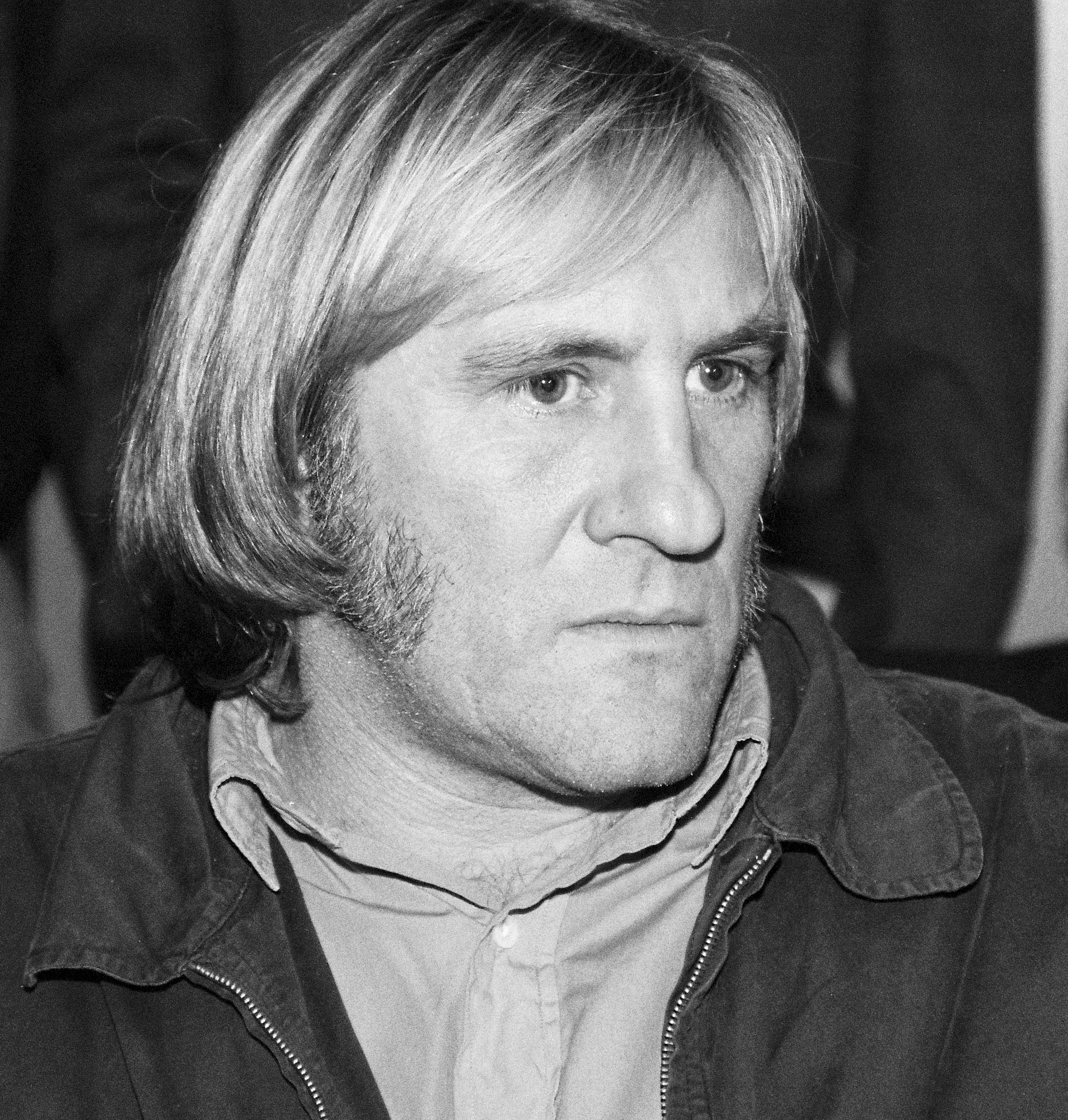
Gérard Depardieu en 1993.

 À l'origine, Alain Corneau envisageait Lino Ventura pour incarner le personnage de Noël Durieux. Mais celui-ci déclina la proposition,,. Le réalisateur envoie ensuite le script à Yves Montand qui donne assez rapidement son accord, puis il contacte Gérard Depardieu et Catherine Deneuve qui acceptent également.
Produit par Alain Sarde via sa société de production Sara Films, Le Choix des armes bénéficiera d'un budget de 20 millions de francs qui lui permet de disposer d'un temps de tournage de onze semaines et d'une équipe technique de cinquante personnes.
Il s'agit de la troisième et dernière collaboration entre Alain Corneau et Yves Montand après Police Python 357 (1976) et La Menace (1977),. Le film marque aussi la première collaboration entre Corneau et Gérard Depardieu, qui tourneront deux films par la suite : Fort Saganne (1984), dans lequel joue également Catherine Deneuve, et Tous les matins du monde (1991).
Gérard Depardieu et Yves Montand se retrouvent sept ans après Vincent, François, Paul et les autres (1974) et tourneront tous les deux dans Jean de Florette (1986), mais sans la moindre scène en commun. Montand, quant à lui, retrouve Catherine Deneuve après Le Sauvage (1975). Depardieu tourne de nouveau avec Deneuve un an après le succès du Dernier Métro, dans lequel ils incarnaient les personnages principaux. Le parcours du voyou Mickey le dingue rappelle étrangement sous certains aspects l'adolescence difficile de son interprète Gérard Depardieu, qui à l'instar de son personnage, a fréquenté des caïds et participé à des combats de boxe (clandestins ceux-ci).
Richard Anconina et Gérard Lanvin, alors peu connus du grand public, tiennent des rôles secondaires, de même que le vétéran Michel Galabru qui hérite du rôle du commissaire.

### Tournage
Le Choix des armes a été tourné entre janvier et mars 1981 dans la région d'Île-de-France et en Irlande. Le film utilise deux caméras Panavision écran large et comporte de nombreuses séquences nocturnes.
Les prises de vues de la grande demeure de Noël Durieux (incarné par Yves Montand) ont été effectuées dans la propriété du manoir du Meslier à Fontenay-Saint-Père, non loin de Mantes-la-Jolie dans les Yvelines,. D'autres scènes ont été filmées à l'Espace Équestre Henson de Chantilly dans l'Oise[réf. nécessaire]. Les séquences de banlieue se sont déroulées dans la Cité des 4000,, et la maison dans laquelle vit la fille de Mickey est située dans la rue Lucienne à La Courneuve en Seine-Saint-Denis,. À Paris, le personnage de Nicole (joué par Catherine Deneuve) se réfugie dans une chambre de l'hôtel Le Méridien situé boulevard Gouvion-Saint-Cyr dans le 17e arrondissement,. Une des scènes d'extérieur a été tournée devant l'ancienne piscine du Parc départemental des sports de Marville, situé à proximité du chemin de Marville à Saint-Denis,.

Lieux de tournage
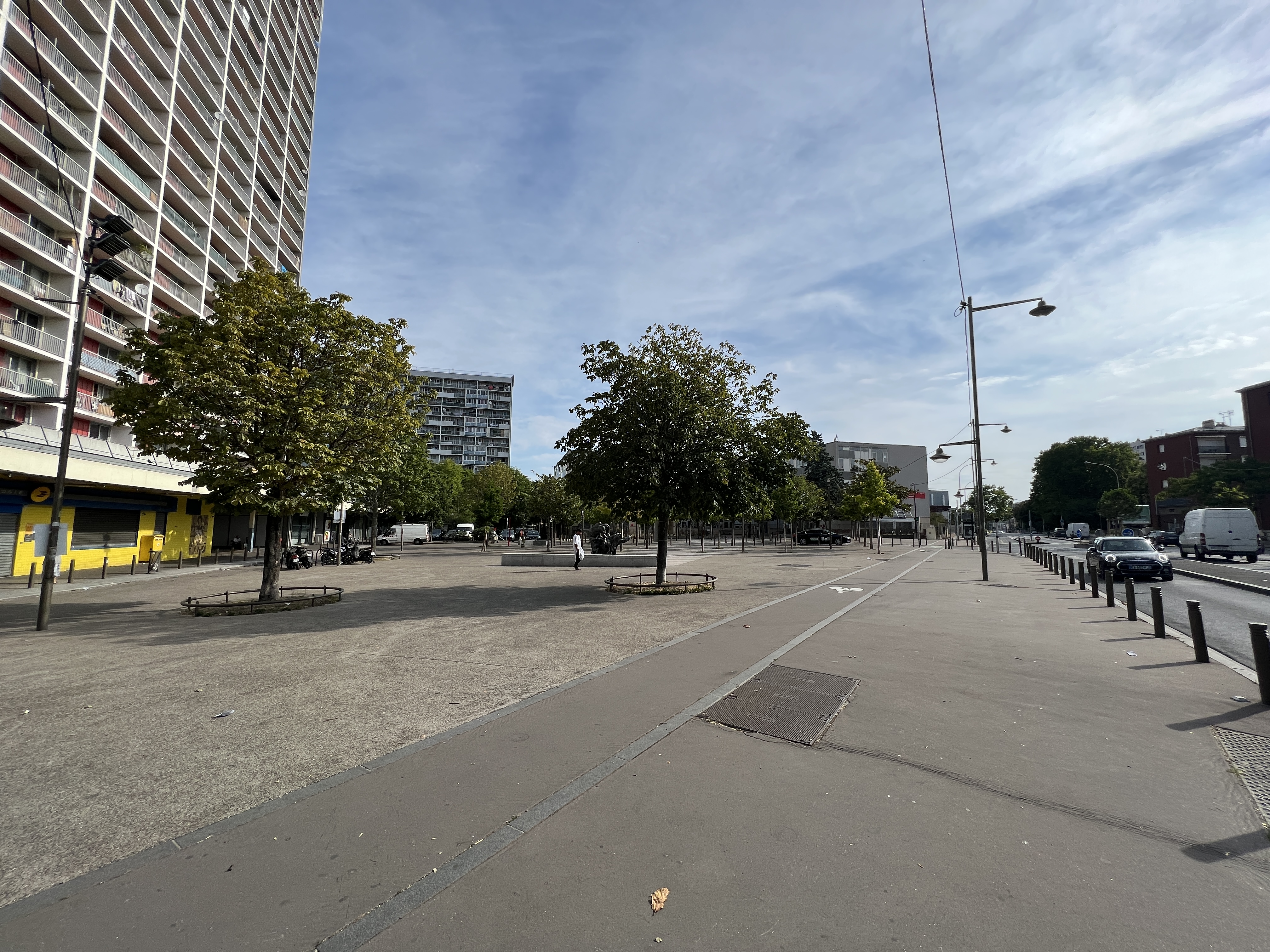
Vue de la Cité des 4000 (dans laquelle Mickey a grandi).
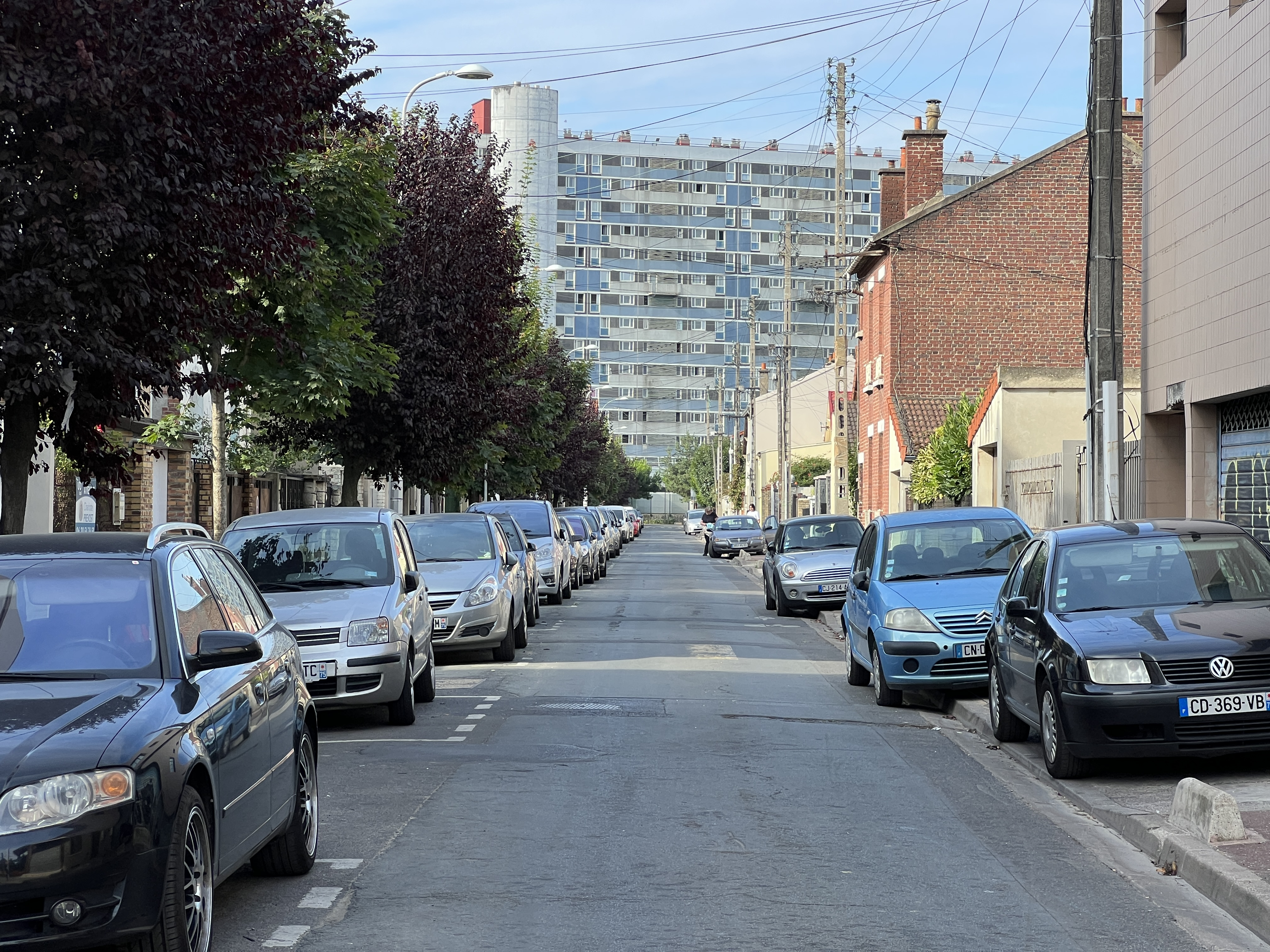
Vue de la rue Lucienne à La Courneuve (où habite la fille de Mickey).
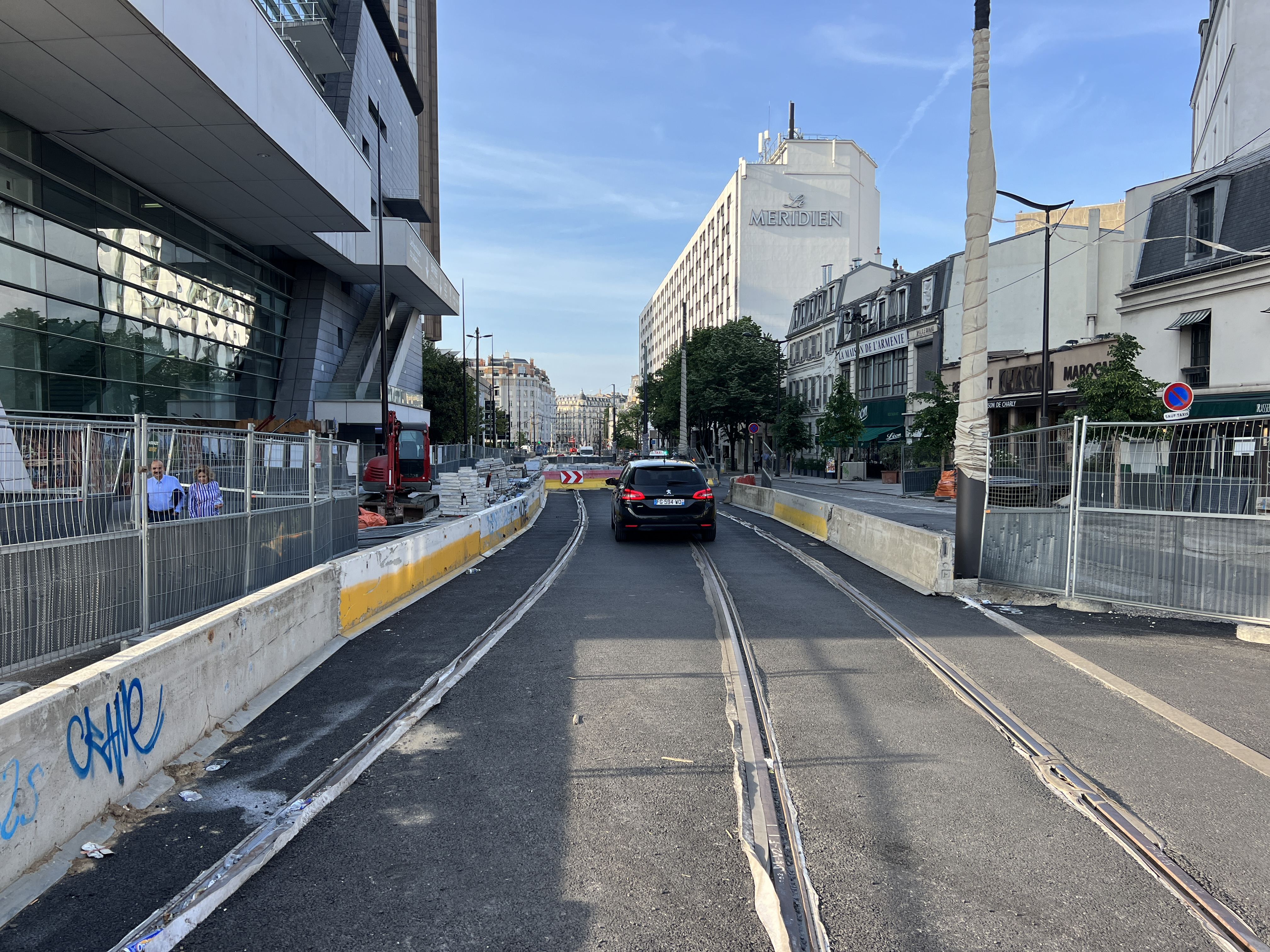
Vue du boulevard Gouvion-Saint-Cyr avec l'immeuble de l'hôtel Le Méridien (où se cache Nicole surveillée par l'inspecteur Savin).
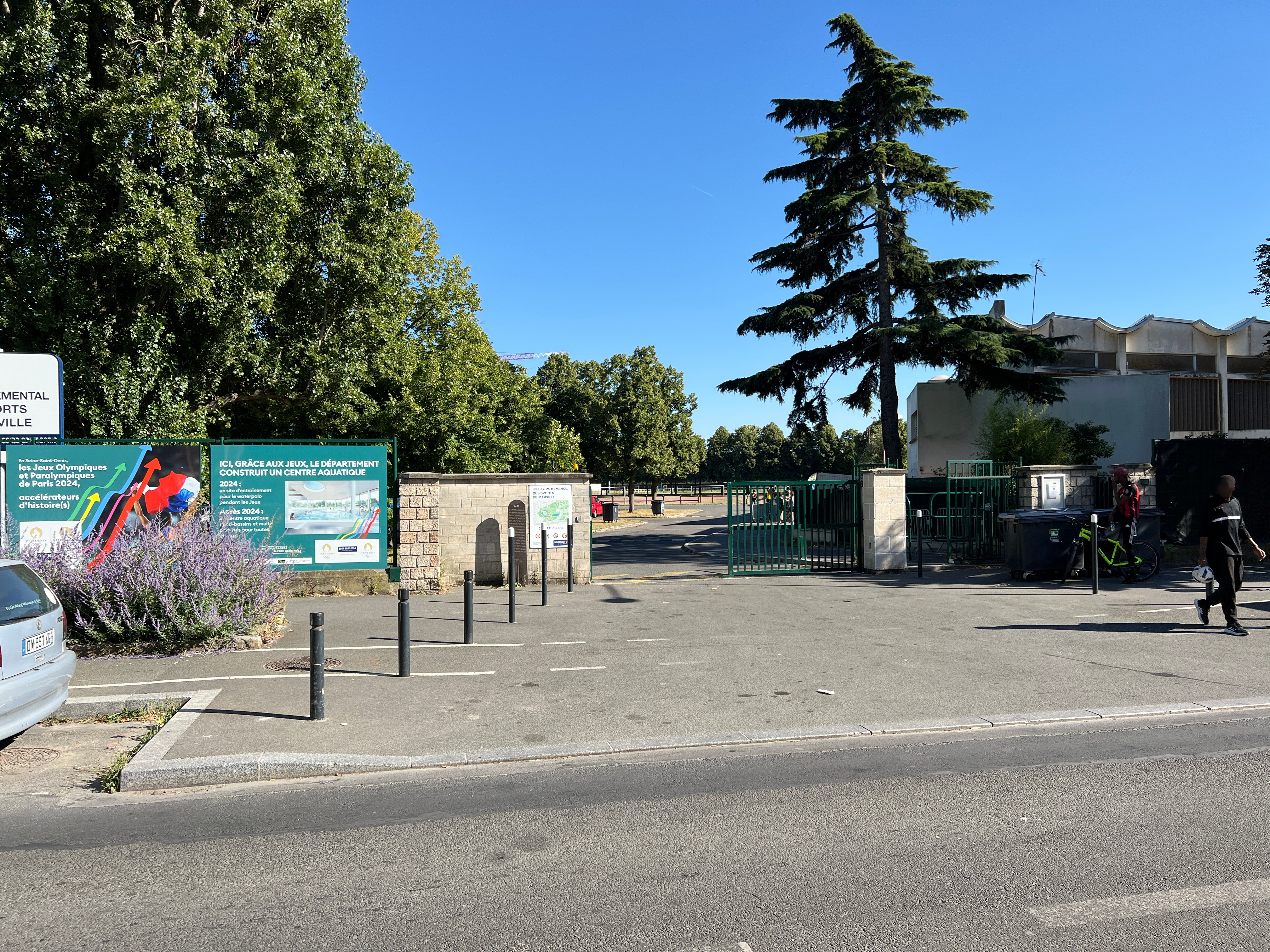
Vue arrière de la piscine de Marville à Saint-Denis (devant laquelle Ricky discute avec Durieux).

### Postproduction
Ce long-métrage est l'un des premiers en France à disposer d'un son mixé en Dolby stéréo,. Cette technique sonore, immergeant les spectateurs dans une ambiance stéréophonique surround dans les salles qui en étaient équipées, est encore balbutiante à cette époque en France, et n'était donc pas dénuée de défauts.

### Bande originale
Le cinéaste Alain Corneau, qui avait collaboré auparavant avec des compositeurs plus âgés comme Georges Delerue ou le saxophoniste Gerry Mulligan, rencontre Philippe Sarde dans les années 1970. Ce dernier, légèrement plus jeune que Corneau, avait transformé l'appartement dans lequel vivaient ses parents en salle de projection, et c'est leur passion commune pour le cinéma qui les a d'abord réunis.
Dès le mois de juillet 1980, Corneau commence à travailler avec Sarde sur la bande originale du film. Les deux hommes écoutent énormément de disques ensemble, notamment des enregistrements d'œuvres de Maurice Ravel mais aussi de nombreux albums de jazz comme ceux du contrebassiste Ron Carter, réputé pour sa maîtrise technique et son phrasé « d'une grande souplesse ». Le réalisateur, mélomane et amateur de jazz depuis sa petite enfance, hésite alors entre la musique impressionniste et l'énergie de la section rythmique du jazz, dont la basse constitue l'ossature. Deux mois plus tard, Sarde lui propose de mélanger les deux styles en écrivant une partition pour deux contrebasses de jazz et un orchestre symphonique,. Le réalisateur et le compositeur décident donc de recruter comme solistes les jazzmen Ron Carter et Buster Williams, car ils avaient l'habitude de travailler ensemble.
En mariant le jazz à des envolées de cordes raveliennes, Philippe Sarde symbolise sous une forme musicale l'opposition entre le jeune voyou joué par Gérard Depardieu et l'ancien gangster incarné par Yves Montand,. L'utilisation d'une basse traditionnelle et d'une contrebasse piccolo (en) (jouée par Ron Carter, entre autres sur la piste Duo) reproduit de la même façon, mais à un niveau plus fin, ce « dialogue Montand / Depardieu ». Techniquement, ce choix instrumental constitue un défi, car il oblige le compositeur à faire passer les contrebasses « par dessus » la masse orchestrale, en leur attribuant un rôle mélodique qu'elles n'ont pas habituellement,,.
En janvier 1981, au cours d'un week-end à Londres et alors que le tournage débute à peine, Corneau assiste à l'enregistrement d'une suite symphonique avec le thème principal du film interprété par Ron Carter et Buster Williams, accompagnés par les 80 musiciens de l'Orchestre symphonique de Londres dirigé par Peter Knight. C'est l'enregistrement de cette musique, écrite avant que la moindre image ne soit filmée, qui lui servira sur le plateau pendant les trois mois que durera le tournage. En mai de la même année, le premier montage du film est enfin terminé et donne lieu à une seconde session d'enregistrement, après avoir corrigé la partition en fonction des modifications apportées aux minutages. Enfin, une dernière séance en studio est effectuée en juillet afin d'enregistrer, entre autres, le final du film.
Cette bande originale, enregistrée aux studios Abbey Road sous la direction de l'orchestrateur et chef d'orchestre Peter Knight, a fait l'objet d'un 33 tours paru sur le label Général Music France et distribué par WEA Filipacchi Music en 1981,. L'album a été intégralement réédité en CD par Universal Music Jazz France / EmArcy dans la collection Écoutez le cinéma ! en 2001,. Plus récemment, le label Music Box Records l'a également ressorti en CD sans ajouter de pistes supplémentaires. Cette dernière édition, publiée le 23 septembre 2024, est limitée à 500 exemplaires.
| Liste des morceaux de l'album EmArcy de 2001 | Liste des morceaux de l'album EmArcy de 2001 | Liste des morceaux de l'album EmArcy de 2001 | Liste des morceaux de l'album EmArcy de 2001 | Liste des morceaux de l'album EmArcy de 2001 | Liste des morceaux de l'album EmArcy de 2001 | Liste des morceaux de l'album EmArcy de 2001 | Liste des morceaux de l'album EmArcy de 2001 | Liste des morceaux de l'album EmArcy de 2001 | Liste des morceaux de l'album EmArcy de 2001 |
| No                                           | Titre                                        | Durée                                        |                                              |                                              |                                              |                                              |                                              |                                              |                                              |
| -------------------------------------------- | -------------------------------------------- | -------------------------------------------- | -------------------------------------------- | -------------------------------------------- | -------------------------------------------- | -------------------------------------------- | -------------------------------------------- | -------------------------------------------- | -------------------------------------------- |
| 1.                                           | Le choix des armes                           | 2:54                                         |                                              |                                              |                                              |                                              |                                              |                                              |                                              |
| 2.                                           | Noir                                         | 1:31                                         |                                              |                                              |                                              |                                              |                                              |                                              |                                              |
| 3.                                           | En liberté                                   | 2:16                                         |                                              |                                              |                                              |                                              |                                              |                                              |                                              |
| 4.                                           | Itinéraire en banlieue                       | 2:27                                         |                                              |                                              |                                              |                                              |                                              |                                              |                                              |
| 5.                                           | Duo                                          | 4:59                                         |                                              |                                              |                                              |                                              |                                              |                                              |                                              |
| 6.                                           | La maison abandonnée                         | 2:12                                         |                                              |                                              |                                              |                                              |                                              |                                              |                                              |
| 7.                                           | Soudain dans un paysage calme                | 1:23                                         |                                              |                                              |                                              |                                              |                                              |                                              |                                              |
| 8.                                           | Rue vide avec petite fille                   | 2:13                                         |                                              |                                              |                                              |                                              |                                              |                                              |                                              |
| 9.                                           | Le choix des armes (suite)                   | 7:42                                         |                                              |                                              |                                              |                                              |                                              |                                              |                                              |
| 27:37                                        |                                              |                                              |                                              |                                              |                                              |                                              |                                              |                                              |                                              |

## Accueil

### Réception critique
La presse avait précédemment très bien accueilli Police Python 357, le premier film policier d'Alain Corneau,, et était plus mitigée concernant le suivant, Série noire. À contrario, Le Choix des armes a été jugé beaucoup plus sévèrement par de nombreux critiques,.
Dans une chronique assassine publiée le 26 août 1981, Libération dénonce un retour de la « terrible qualité française », et le 2 septembre de la même année, le chroniqueur du Républicain lorrain déplore un trop plein de vedettes. En décembre 1981, Christian Zimmer du Monde diplomatique fustige le « conformisme » et le caractère ennuyeux du long-métrage. Même s'il reconnaît que « Corneau met l’accent sur le caractère criminogène de la banlieue parisienne », il dénonce des « audaces [qui] tombent à plat », une volonté de réalisme et un esprit de « sérieux » qu'il oppose au style cinématographique plus abstrait de Jean-Pierre Melville qui « ne se préoccupait pas […] de la montée de la délinquance » et ne « faisait pas de sociologie ».
Quelques exceptions, comme Jacques Siclier, vont tout de même louer la qualité du montage, la direction d'acteurs et même l'aspect social du film, en allant jusqu'à employer le mot de « génie » pour désigner Gérard Depardieu tout en notant les qualités prometteuses de Gérard Lanvin, encore peu reconnues par la critique. Le jeu d'acteur de Depardieu est également mis en exergue par François Chalais, qui le qualifie de « spontané comme l'orage, inexplicable comme le vent », dans une critique parue dans Le Figaro Magazine du 20 septembre 1981.
Avec le recul, Le Choix des armes est aujourd'hui jugé moins sévèrement, même s'il est qualifié de plus « conventionnel » que les opus précédents du cinéaste. L'historien du cinéma Jean-Michel Frodon l'analyse comme un hybride de film policier français et américain dans lequel aucun personnage n'échappe à un destin implacable. L'aspect tragique de ce long métrage a également été souligné par Denis Zorgniotti et Ulysse Lledo dans le cinquième tome de leur volumineuse Histoire du cinéma français.

### Box-office
Avec 1 787 412 entrées en France pour un budget de 2 680 000 euros, le film rencontre un bon accueil en salles, même s'il est loin d'égaler les 2 157 767 entrées de Fort Saganne et les 2 154 930 entrées de Tous les matins du monde qui font partie des deux plus gros succès du réalisateur,.
Démarrant en 12e du classement à sa sortie le 19 août 1981, le film parvient à rester en première position pendant deux semaines au début du mois de septembre 1981, avant de se faire ravir la place par Pour la peau d'un flic, joué et réalisé par Alain Delon. Il finit à la 23e position du box-office de l'année 1981, loin derrière La Chèvre (également avec Gérard Depardieu en tête d'affiche) mais devant L'Amant de lady Chatterley et La Femme d'à côté. 

## Analyse
Pour l'éditeur et critique de cinéma François Guérif, Le Choix des armes reprend en grande partie les codes traditionnels du film policier français et s'inspire nettement de l'univers des scénaristes Albert Simonin et José Giovanni. La confrontation entre l'ancien truand vieillissant incarné par Yves Montand et le jeune voyou joué par Gérard Depardieu lui évoque celle qui oppose Jean Gabin et Alain Delon dans certains films d'Henri Verneuil comme Mélodie en sous-sol ou Le Clan des Siciliens.
Alain Corneau incorpore à ce polar traditionnel des thématiques nouvelles comme la drogue et la violence des grands ensembles. Embourgeoisé, Noël Durieux est devenu un « gentleman farmer » vêtu de tweed, et propriétaire d'une demeure cossue au beau milieu d'une campagne tranquille,. Mickey vit dans un univers bien différent. Il a grandi parmi des tours et barres d'immeubles qui ont fait disparaître les traces du vieux quartier autour duquel elles ont été construites, et seul le pavillon où habite sa fille échappe encore à ce décor déshumanisé. Lorsque Durieux part à la recherche de Mickey, il découvre la banlieue, nouveau théâtre de la délinquance en ce tout début des années 1980. Mickey remémore à Durieux son propre passé criminel qu'il aurait préféré définitivement enterrer. Ce dernier décide alors de passer outre au « code d'honneur » traditionnel des truands, en choisissant d'aider le jeune homme au lieu de l'abattre.
François Guérif reconnaît que Le Choix des armes emprunte tout de même au cinéma américain et au western en particulier, notamment lorsque chacun des deux protagonistes principaux pénètre dans le « territoire » de l'autre pour le tuer. Le critique a noté une trajectoire initiatique commune à Durieux et Mickey qui apprennent l'un de l'autre, alors qu'à l'opposé, le commissaire Bonnardot et le jeune inspecteur Sarlat n'y parviennent pas. En conclusion de son article, Guérif met en avant la dimension lyrique du film de Corneau et salue la performance de Gérard Depardieu, tout en déplorant le manque d'épaisseur de certains personnages.

## Postérité
Le Choix des armes a influencé des metteurs en scène français comme Olivier Marchal, ancien policier devenu réalisateur de long-métrages comme 36 quai des Orfèvres (2004) et créateur de séries télévisées comme Flics (2008-2011) ou Braquo (2009–2016). En 2006, ce dernier a expliqué à Alain Corneau que :

« C'est à cause de Police Python que je suis devenu flic, et à cause du Choix des armes que j'ai quitté la police pour devenir metteur en scène ».

— Olivier Marchal
 Le long métrage de Corneau empreigne également le film Les Lyonnais, pour lequel Olivier Marchal a confié à Gérard Lanvin (qui jouait l'inspecteur Sarlat dans Le Choix des armes), l'un des rôles principaux,.

## Vidéographie
- Le Choix des armes, de Studio Canal (prod.) et de Alain  Corneau (réal.), Universal Pictures Vidéo France, coll. « Série Noire », 24 février 2004, DVD[76].